# Juan Bautista Enseñat
Juan Bautista Enseñat Morell (Sóller, 1854 – Barcelona, 1922) fue un escritor, periodista, historiador y dramaturgo español.

## Biografía
Los estudios en sus primeros años se enfocaron a la medicina, en Palma de Mallorca y Montpellier, pero no acabó la carrera para dedicarse a la literatura. Las primeras obras que escribió fueron en lengua francesa. 
En 1873, residió en Barcelona, y fundó el jornal satírico El Mosquito. En 1878 se instaló en París donde fundó la asociación L'Alliance Latine. En 1886 regresó a Barcelona donde colaboró en la organización de la Exposición Universal de 1888. Posteriormente residió en París y se comprometió a organizar la sección balear de la Exposición Internacional conmemorativa del IV centenario del descubrimiento de América (1893). En Mallorca colaboró en diversas publicaciones periódicas como Museo Balear, el Almanaque de El Isleño, Última Hora y Sóller. En 1892 publicó en Palma El Problema Social. 
Publicó unas sesenta obras originales y varias traducciones, entre ellas libros sobre la Historia de Francia, y una notable cantidad de piezas teatrales, en castellano y catalán.  